# Aleksander Ułan
Aleksander Ułan (zm. przed 1740) – rotmistrz i pułkownik oddziałów tatarskich w służbie polskiej i saskiej. Od jego nazwiska prawdopodobnie pochodzi nazwa formacji lekkiej kawalerii – ułanów.
Pochodził z litewskich Tatarów osiadłych w powiecie oszmiańskim w dobrach Łostaje. Wywodził się z rodu Ułanów herbu Ułan. W 1704 był rotmistrzem tatarskiej chorągwi w wojsku koronnym. W 1713 został pułkownikiem pułku tatarskiego. W latach 1715–1716 walczył po stronie króla Augusta II z konfederatami tarnogrodzkimi. W 1717 pułk przeszedł na żołd saski. Za zasługi otrzymał od Augusta wieś Koszoły w ekonomii brzeskolitewskiej. Ożeniony był z Marianną z Achmatowiczów. Zamieszkiwał w Studziance.
Do tego samego rodu Ułanów należał Aleksander Mustała Ułan z 7 Pułku Tatarskiego Wielkiego Księstwa Litewskiego.